# Bad, Azerbaijan
Bad là một ngôi làng thuộc vùng Quba của Azerbaijan. Ngôi làng tạo thành một phần của đô thị Rustov.